# Danièle Boni-Claverie

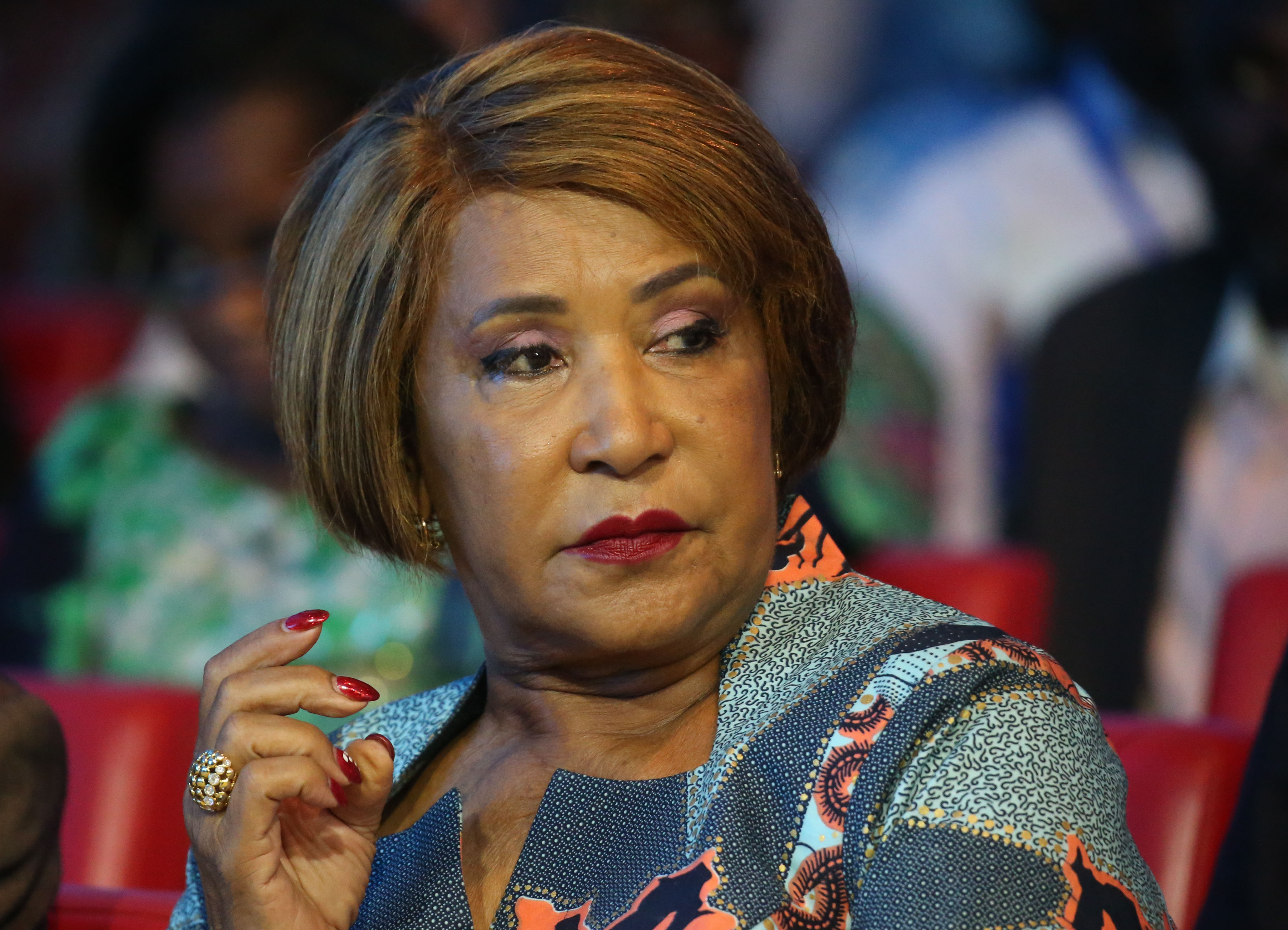
Danièle Boni-Claverie

Danièle Mare Akissi Ablane Boni-Claverie (* 1942) ist eine ivorisch-französische Politikerin.

## Leben
Danièle Boni-Claverie stammt aus Tiassalé. Sie ist die Tochter von Alphonse Boni (1909–1989), Richter und Justizminister unter Félix Houphouët-Boigny. Ihre Mutter war eine Französin, die Alphonse Boni während seines Studiums in Toulouse kennenlernte und 1937 heiratete. In der Folge verbrachte Danièle Boni-Claverie als Kind die Ferien oft in Frankreich, um die Familie ihrer Mutter zu besuchen.
Danièle Boni-Claverie arbeitete zunächst als Journalistin. Von 1988 bis 1994 war sie die Direktorin des Radiodiffusion-Télévision ivoirienne (RTI), der staatlichen Rundfunkanstalt der Elfenbeinküste.
Ihre politische Laufbahn begann sie von 1980 bis 1985 als Parlamentsabgeordnete für den Wahlkreis Tiassalé.
1996 bis 1999 war sie Regierungssprecherin und 1994 bis 1999 Kommunikationsministerin unter Präsident Henri Konan Bédié. In dieser Zeit setzte sie sich insbesondere für die Rechte der Frauen ein, so engagierte sie sich unter anderem gegen weibliche Genitalverstümmelung und Zwangsheirat.
2006 gründete sie die Union républicaine pour la démocratie (UDR), deren Vorsitzende sie auch war.
Während der Regierungskrise 2010/2011 war sie vom 5. Dezember 2010 bis 11. April 2011 Ministerin für Frauen, Familien und Kinder in der Regierung Aké N’Gbo.
Boni-Claverie war als Mitglied der Regierung Aké N'Gbo ab 11. Januar 2011 von Sanktionen der Europäischen Union betroffen. So durfte sie nicht in die EU einreisen und ihre Gelder wurden eingefroren. Nach drei Monaten Hausarrest war sie von Juli bis November 2011 in Boundiali inhaftiert, da sie der Gefährdung der Staatssicherheit beschuldigt wurde. Der Vorwurf wurde jedoch nicht weiter verfolgt und Boni-Claverie aus dem Gefängnis entlassen. Im Oktober 2016 wurde sie erneut vorübergehend verhaftet, nachdem sie an einer Demonstration teilgenommen hatte, deren Teilnehmer die Rücknahme eines Entwurfs für eine Verfassungsänderung forderten.
Das Magazin Jeune Afrique zählte Boni-Claverie 2017 zu den 20 einflussreichsten ivorischen Politikerinnen.